# Wiktor Matulewicz
Wiktor Matulewicz ps. Luxor (ur. 14 marca 1920 w Zgierzu, zm. 26 stycznia 2011 w Łodzi) – powstaniec warszawski, członek harcerskiego batalionu AK „Zośka”, plutonowy podchorąży Armii Krajowej.

## Życiorys
Syn kapitana WP, przedwojennego komisarza policji Kazimierza Matulewicza (komendanta policji powiatu łódzkiego), zamordowanego w Kalininie (obecnie Twer) przez NKWD. Wiosną 1940 NKWD wymordowało w swojej siedzibie ponad 6 200 polskich policjantów i innych więźniów z obozu w Ostaszkowie, następnie pochowanych w Miednoje.
Urodził się w Zgierzu. Harcerz, członek Związku Harcerstwa Polskiego, przed wojną uzyskał młodzieżowy stopień harcerza orlego. Maturę uzyskał w 1939 roku. Aresztowany wraz z rodziną, spędził w Królewcu 13 miesięcy na budowie schronów dla okrętów Kriegsmarine. Uciekł do Łodzi, gdzie ukrywał się u swojego drużynowego Jerzego Jędrzejewskiego, następnie został skierowany do partyzantki. Stamtąd udał się do Warszawy, gdzie został przyjęty na dwa miesiące do Bojowych Szkół i zajmował się małym sabotażem w ramach akcji Wawer. Następnie ze względu na wiek został przeniesiony do Grup Szturmowych Szarych Szeregów, został członkiem OS „Jerzyki” przyszłego batalionu „Zośka”. Brał udział w wielu akcjach m.in. Akcji „Sonderwagen”. Wraz z II plutonem 1 kompanii przeszedł cały szlak bojowy batalionu „Zośka” w powstaniu warszawskim. Jego młodszy brat Bolesław Matulewicz ps. „Virtus” walczył również w batalionie „Zośka” i poległ 22 sierpnia 1944 w walkach powstańczych na Starym Mieście.
Po wojnie mieszkał i pracował w Łodzi, utrzymywał tu kontakt z Aleksandrem Kamińskim. Był przez około 9 lat pracy do 1956 roku systematycznie przesłuchiwany przez SB, łącznie jak policzył spędził 555 dni w więzieniach na przesłuchaniach i śledztwach. Był prezesem Koła Terenowego Związku Powstańców Warszawskich w Łodzi.
31 stycznia 2011 został pochowany na Starym Cmentarzu przy ul. Ogrodowej w Łodzi.

## Odznaczenia[3]
- Krzyż Kawalerski Orderu Odrodzenia Polski (1999)[4]
- Krzyż Walecznych
- Krzyż Partyzancki
- Warszawski Krzyż Powstańczy
- Krzyż Armii Krajowej